# Sumatrastraat 26-36 (Baarn)
Het blok arbeiderswoningen aan de Sumatrastraat 26-36 is een gemeentelijk monument in de wijk Oude Oosterhei van Baarn in de provincie Utrecht.
De huizen werden in 1909 gebouwd voor het spoorwegpersoneel naar een ontwerp van E. Hartog. De panden hebben gespiegelde plattegronden. De twee kamers liggen aan dezelfde kant van de gang. Aan het eind van die gang is een trap, in de achterste kamer een kelder. Boven de bovenlichten aan de voorzijde bevindt zich siermetselwerk.